# Stade brestois 29
 (décembre 2024).
Si vous disposez d'ouvrages ou d'articles de référence ou si vous connaissez des sites web de qualité traitant du thème abordé ici, merci de compléter l'article en donnant les références utiles à sa vérifiabilité et en les liant à la section « Notes et références ».
Maillots
Actualités
Le Stade brestois 29, couramment appelé Stade brestois, est un club de football français situé à Brest et fondé en 1950 à la suite de la fusion de cinq patronages locaux, dont l'Armoricaine de Brest, fondé en 1903.
Dans ses premières années, le club réalise une montée rapide dans la hiérarchie du football amateur, au point d'être promu en championnat de France amateurs, premier échelon du football amateur français, en 1958. Le club intègre la deuxième division en 1970, puis découvre la première division en 1979. Il connaît son apogée sportif entre 1981 et 1991, sous la présidence de François Yvinec, en disputant neuf saisons dans l'élite en dix ans.
En 1991, le club est sanctionné par la DNCG d'une rétrogradation en seconde division en raison d'un déficit considérable puis dépose le bilan quelques mois plus tard. Le club repart au niveau amateur et ne renoue avec le professionnalisme que lorsqu'il remonte en deuxième division en 2004. En 2010 puis en 2019, il retrouve le plus haut niveau, la Ligue 1. En 2024, le Stade brestois finit troisième du championnat de France et se qualifie pour la première fois pour une compétition européenne, la Ligue des champions. 
Le club brestois est présidé depuis le 10 mai 2016 par l'entrepreneur Denis Le Saint. L'équipe première, qui évolue en championnat de France de Ligue 1 depuis 2019, est dirigée par Éric Roy depuis le 3 janvier 2023.

## Histoire
Les sources ne concordent pas quant à la date de création du club. Selon la version présentée par le club actuel, celui-ci est né en 1950 de la fusion de cinq patronages locaux. Cependant, le Stade brestois à sa création a repris les structures et la place en championnat de l'Armoricaine, fondé en 1903, dont il serait donc en quelque sorte l'héritier direct.

### L'Armoricaine de Brest (1903-1950)
La section sportive du patronage Saint Louis voit le jour en 1903 en prenant le nom de L’Armoricaine de Brest et en adoptant une devise : « Pen Huel » (« Tête Haute » en breton). Avant la Première Guerre mondiale, 500 jeunes et 400 enfants fréquentent les diverses activités du patronage : préparation militaire, tir, football, athlétisme, gymnastique masculine, théâtre, chorale, fanfare, cercles d’études. La guerre clairsème les rangs des Armoricains mais les activités reprennent vite.
En 1922, l’abbé Cozanet fait construire un stade au Petit Paris, sur l'emplacement de l’actuel stade Francis-Le Blé, dont une tribune porte toujours pour nom la devise de l'Armoricaine (la tribune Pen Huel). Le stade est inauguré le 9 février 1923 lors d'une rencontre entre l'Armoricaine et le Stade français. Des rangs de l’Armoricaine sort, entre les deux guerres, le gardien international français Alexis Thépot.
Le patronage de l'Armoricaine dispute les 16e de finale de la Coupe de France en 1921 et 1927, les 32e de finale en 1923, 1926, 1928, 1930, 1931 et 1935. En 1926, l'Armoricaine enlève le titre de champion de France des patronages en s'imposant en finale face à Saint-Jean-de-Luz (3-0). Le gardien Alexis Thépot, qui obtient une sélection alors qu'il fait partie de l'effectif de l'Armoricaine en 1927 face à l'Angleterre, est l'un des plus brillants joueurs du club à cette période.

### L'ascension du Stade brestois (1950-1982)
En 1950, la fusion impulsée par le chanoine Balbous entre cinq patronages catholiques (l'Armoricaine de Saint-Louis, l'Avenir de Saint-Martin, la Flamme du Pilier Rouge, la Milice de Saint-Michel et les Jeunes de Saint-Marc) donne naissance au Stade brestois. L'un des objectifs de cette fusion d'équipes catholiques est de supplanter le grand club brestois de l'époque, l'AS Brest, qui est laïque.
À sa naissance, le stade brestois a comme Président (puis comme Président d'honneur jusqu'à sa mort en 1998) Jean Offret.
Reprenant la place de l'Armoricaine en première division de Bretagne, le Stade est promu en promotion d'honneur dès 1951, en division d'honneur régionale (tout juste créée) en 1952 avant de rejoindre la division d'honneur (1953). Le Stade brestois accède finalement au championnat de France amateur (CFA) en 1958, profitant du désistement des Voltigeurs de Châteaubriant. Le club évolue enfin au même niveau que son rival de l'AS Brest. En 1963, le club redescend en division d'honneur, mais retrouve le CFA en 1966. Poursuivant son ascension dans la hiérarchie du football français, le Stade brestois accède ensuite à la deuxième division à la suite de l'élargissement de celle-ci en 1970.
En 1979, le Stade brestois est promu en première division (D1) pour la première fois de son histoire. Cette année d'apprentissage se solde par une dernière place au classement, mais le Stade remonte dès la saison suivante. Le club, dont le nouveau président s'appelle François Yvinec, se maintient cette fois assez confortablement en D1. Malgré une certaine instabilité au poste d'entraîneur, le club breton confirme sa place dans l'élite au cours des saisons suivantes.

### L'apogée avec le Brest Armorique puis la chute brutale (1982-1991)
En 1983, le président François Yvinec décide de changer le nom du club pour celui de FC Brest Armorique afin de mieux préciser la localisation géographique du club. L'année 1986 est un tournant dans la vie du club. Les Bretons s'engagent à partir de cette saison dans la voie du « football-business » en recrutant des stars sud-américaines, qui après des débuts en fanfare lui permettent d'atteindre une historique 8e place de D1 en 1987. Pourtant, en coulisses, la rupture entre le président et l'entraîneur Raymond Keruzoré conduit à la démission de ce dernier, puis au retrait du principal sponsor, les magasins Leclerc.
Les jeunes Paul Le Guen, Vincent Guérin et Patrick Colleter ne suffisent pas à maintenir le club, qui redescend en D2 en 1988 avec sa jeune génération prometteuse. C'est contre le Racing Club de Strasbourg qu'ils regagnent un an plus tard leur place en élite au terme de barrages qui restent comme un grand moment de l'histoire du club.
De retour en première division, l'équipe brestoise est composée de jeunes joueurs talentueux comme Corentin Martins, David Ginola, l'international paraguayen Roberto Cabañas ou le futur champion du monde Stéphane Guivarc'h, qui permettent au club de bien figurer dans l'élite. Mais en 1991, malgré la 11e place obtenue par les Brestois en championnat, le déficit important du club entraîne sa relégation administrative en deuxième division.
Le club des bords de la Penfeld finit par imploser en décembre de cette même année. Lors de son dernier match chez le rival guingampais, l'envahissement de la pelouse par les supporters brestois excédés oblige David Ginola à appeler au calme pour que le match puisse reprendre. Les résultats des matches disputés par le club depuis le début du championnat de D2 1991-1992 sont annulés. Le club, dont le passif est estimé à 150 millions de francs, dépose son bilan.
L'équipe professionnelle est dissoute, les joueurs brestois sont libérés. L'équipe réserve, qui évolue alors en troisième division, devient l'équipe fanion.

### Les années en championnats amateurs (1991-2004)
En 1993, le club, qui a retrouvé son nom d'origine, est promu dans le tout nouveau championnat National 1. À la suite de la fusion des deux groupes de National en 1997, le Stade brestois est relégué en Championnat de France amateur, où il reste trois saisons.
Après une dizaine d'années dans les championnats amateurs, le club breton remonte en 2000 en championnat National, où il reste quatre saisons.

### La renaissance du Stade brestois (2004-2012)
En 2004, l'équipe au sein de laquelle joue le jeune Franck Ribéry remporte son billet pour la Ligue 2. Le club parvient les années suivantes à se maintenir à ce niveau, sans toutefois être un candidat sérieux à la montée dans l'élite.
La saison 2009-2010 voit le club breton, entraîné par Alex Dupont, finir à la deuxième place, ce qui lui permet de retrouver officiellement l'élite grâce à sa victoire 2-0 face au Tours Football Club le 30 avril 2010. De plus, l'équipe réalise un beau parcours en Coupe de France, n'étant éliminée qu'en huitièmes de finale à Lens en prolongation.
Le 30 octobre 2010, grâce à sa victoire 2-0 contre les Verts de Saint-Étienne, le Stade brestois 29 est seul leader de la Ligue 1, après onze journées. Pour sa première saison en Ligue 1, le club parvient à assurer son maintien, malgré une défaite à domicile face à Toulouse lors de la dernière journée le 29 mai 2011. Cette première saison en Ligue 1 suivant la montée est par ailleurs couronnée par une première place au classement du fair play et par une deuxième place au championnat des tribunes.
À nouveau à la lutte pour le maintien tout au long de la saison 2011-2012, Brest assure sa place dans l'élite au cours de l'ultime journée du championnat en remportant face à Évian Thonon-Gaillard son seul succès à l'extérieur de la saison.

### Tempête sur la rade et retour en Ligue 2 (2012-2016)
Brest entame sa troisième saison consécutive en Ligue 1 en août 2012. Pour cette nouvelle saison Landry Chauvin prend les commandes du groupe professionnel. Mais par suite d'une série de mauvais résultats avec l'équipe bretonne, il est limogé le 2 avril 2013. Corentin Martins assure l'intérim au poste d'entraîneur. Les résultats sportifs ne s'améliorant pas, le Stade brestois semble se diriger tout droit vers la Ligue 2, tandis que des conflits internes, notamment entre le président Michel Guyot et l'actionnaire principal Yvon Kermarec prennent le pas sur l'actualité sportive du club,.
À la suite d'une nouvelle défaite au cours de la 36e journée, Brest devient lanterne rouge du championnat et est mathématiquement assuré de descendre en Ligue 2 en fin de saison. Le conflit interne entre dirigeants se termine par la démission de Michel Guyot, remplacé à la présidence par l'ancien vice-président et actionnaire principal Yvon Kermarec, qui rappelle immédiatement Alex Dupont au poste d'entraîneur de l'équipe première.
Après la catastrophique saison 2012-2013, le club brestois se rassure en effectuant un bon début de saison pour son retour en deuxième division, atteignant ainsi la quatrième place à l'issue de la septième journée. L'équipe enchaîne cependant sur une longue série de mauvais résultats qui l'amène à une position de relégable au 31 janvier 2014. Une excellente deuxième partie de saison permet au Stade brestois de s'éloigner de la zone rouge puis d'effectuer une remontée qui lui permet de terminer à la septième place.
Voulant poursuivre sur l'élan de cette fin de saison réussie, l'entraineur Alex Dupont annonce sa volonté de jouer la montée en Ligue 1 au cours de la saison suivante. De fait, le club breton reste sur le podium ou à proximité des places synonymes d'accession une grande partie de l'année ; mais en fin de saison, Brest enchaîne les mauvais résultats, et termine finalement à une sixième place décevante au regard des ambitions du club et du déroulement de la saison.
Lors de la saison 2015-2016, le Stade brestois se prépare à une saison de transition avec la dernière année de contrat d'Alex Dupont et la dernière année de présidence d'Yvon Kermarec. Jean Costa est nommé directeur sportif afin de guider le recrutement. Au cours du mercato estival, un nombre important de joueurs quittent le club (Alexis Thébaux, Wilfried Moimbé, Ismaël Traoré, Alexandre Cuvillier, Gaëtan Laborde, etc.), ils sont remplacés par plusieurs joueurs (Baïssama Sankoh, Ali Keita, Jean-Alain Fanchone, Maxime Brillault, Éric Tié Bi, Cristian Battocchio, etc.). Les contrats de ces joueurs n'excèdent pas deux ans du fait du changement de gouvernance qui attend le club la saison suivante. La saison brestoise n'aura jamais vraiment décollé. Les Brestois se maintiennent certes rapidement. Ils finissent la saison à une médiocre 10e place. À l'issue de cette saison, Yvon Kermarec et Alex Dupont n'auront pas réussi à faire remonter le Stade brestois en Ligue 1. Le 13 mai 2016, Yvon Kermarec passe le relais de la présidence à l'entrepreneur Denis Le Saint.

### Nouvelle présidence, nouvelles ambitions (2016-2019)
Après une saison 2015-2016 décevante sur tous les plans, le Stade brestois rouvre une nouvelle page de son histoire. Le 11 mai 2016, l'entrepreneur Denis Le Saint succède à Yvon Kermarec à la présidence du Stade brestois 29. L'objectif de Denis Le Saint est simple : redorer le blason du Stade brestois et ainsi reconquérir un public qui a vidé le stade Francis Le Blé la dernière saison. Le 31 mai Jean-Marc Furlan est nommé au poste d'entraîneur pour une durée de trois ans. Jean-Marc Furlan est un entraîneur reconnu pour avoir réussi à faire monter Troyes trois fois en six ans. Denis Le Saint et Jean-Marc Furlan ont un objectif clair : retrouver la Ligue 1, le plus rapidement possible.
Pour cette nouvelle saison 2016-2017, l'effectif est fortement renouvelé et l'objectif affiché est alors le maintien. Le Stade brestois commence parfaitement sa saison, occupant la tête du classement durant plus de cinq mois, remportant le titre honorifique de Champion d'automne. Le club joue encore sa qualification pour les barrages lors de 38e journée mais finalement, les victoires de ses adversaires Troyes et Amiens placent le club brestois à la cinquième place.
Un vaste chantier attendra cependant Jean-Marc Furlan et Gregory Lorenzi pour la saison 2017-2018 avec quinze joueurs en fin de contrat. Le club termine à la cinquième place du championnat, place qui lui permet de disputer des barrages d'accession à l'élite. Il s'incline toutefois 2 à 0 au Havre lors du premier match de ces play-offs.

### Seconde montée en Ligue 1 et Ligue des Champions (depuis 2019)
À la suite de la saison 2018-2019 en Ligue 2, le club finit vice-champion tout juste derrière le FC Metz à la 37e journée, après avoir vaincu Niort à domicile sur une large victoire 3-0. Le Stade brestois est ainsi promu pour la saison suivante en Ligue 1, qu'il retrouve pour la première fois depuis 2013. Par ailleurs, Gaëtan Charbonnier finit meilleur buteur de la saison avec 27 buts, un record pour le club depuis 1979.
Le Stade brestois termine 14e de Ligue 1 lors de la saison 2019-2020, interrompue en raison de la pandémie de Covid-19. Le Stade, entraîné par Olivier Dall'Oglio, a remporté 8 victoires, signé 10 nuls et concédé 10 défaites. Il a été éliminé en 32e de finale de Coupe de France et en quart de finale de Coupe de la Ligue.
La saison 2020-2021 est plus compliquée. Le Stade Brestois se sauve in extremis lors de la dernière journée du championnat grâce à une victoire de Montpellier à Nantes. Les Ty' Zefs terminent 17e avec 41 points (11 victoires, 8 nuls, 19 défaites). À l'issue de la saison, Olivier Dall'Oglio échange son poste avec son homologue Michel Der Zakarian de Montpellier qui deviendra le nouvel entraîneur de Brest.
La saison 2021-2022, débute mal pour le club qui doit attendre la 12e journée pour glaner sa première victoire avant d'enchaîner une suite de six victoires de rang historique. Les protégés de Michel Der Zakarian finiront à une très honorable 11e place (48 points) à l'issue de cette saison, qui verra le club fêter ses 70 ans lors de la 38e journée en présence d'anciennes gloires du club (anniversaire qui devait être célébré lors de la saison précédente mais gâché par la pandémie de Covid-19).
Lors de la saison 2022-2023, le 28 août 2022, le Stade brestois connaît sa plus large défaite à domicile de son histoire en encaissant un 0-7, par Montpellier HSC, entraîné par Olivier Dall'Oglio ancien coach du club brestois,.
Le 11 octobre 2022, le renvoi de Michel Der Zakarian est annoncé après un mauvais début de saison le club finistérien est classé 20e de Ligue 1 au bout de 10 journées, l'intérim sera assurée par le capitaine historique du club, Bruno Grougi assisté de Julien Lachuer et Yvan Bourgis jusqu'à la nomination d'un entraineur principal (bilan du trio  2 victoires, 1 nul, 4 défaites.). Le 3 janvier 2023, c'est Éric Roy qui est nommé entraineur de l'équipe première jusqu'à la fin de la saison. Il parvient à assurer de belle manière le maintien de l'équipe en Ligue 1 et conserve la confiance des dirigeants pour la saison suivante.
Sous la direction de Roy, les Brestois font sensation lors de la saison 2023-2024, ils restent en effet aux avant-postes tout au long de l'exercice en proposant un jeu spectaculaire et de qualité. Deuxième du classement à la sortie de l'hiver pendant un moment derrière l'intouchable Paris SG, le Stade Brestois 29 boucle finalement la meilleure saison de son histoire à la troisième place. Il décroche ainsi non seulement une première qualification pour une Coupe européenne, mais également pour la plus prestigieuse d'entre elles, la Ligue des Champions. Lors de la 6ème journée de la Ligue des champions Brest décrochera la qualification aux phases éliminatoires
En 2024-2025, le SB29 dispute donc la Ligue des champions, jouant « à domicile », le Sturm Graz le 19 septembre 2024 conclut par une victoire du SB29 (2-1) , le Bayer Leverkusen le 23 octobre 2024 (1-1), le PSV Eindhoven le 10 décembre 2024 (1-0) pour Brest, ainsi que le Real Madrid le 29 janvier 2025. Ces matchs à domicile doivent cependant être délocalisés au stade du Roudourou de Guingamp, étant donné que le stade Francis-Le-Blé n'est pas aux normes pour accueillir des matchs de phase de Ligue de la Ligue des champions. Le club joue à l'extérieur le RB Salzbourg le 10 octobre 2024, Brest décrochera une magnifique victoire (4-0), le Sparta Prague le 6 novembre 2024 qu'il bat également (2-1), le FC Barcelone le 26 novembre 2024 qui l'emporte logiquement (3-0), et enfin le Chakhtar Donetsk le 22 janvier 2025, qui l'emporte 2-0. Le Stade Brestois décroche une place de barragiste pour la suite de la compétition ou il retrouve un club qu'il connait bien, le PSG. Les parisiens, futurs vainqueurs de la compétition, les éliminent après les deux matchs (trois victoires en un mois contre Brest en comptant le match de Ligue 1 qui a eu lieu dans cette même période !).
Parallèlement, le club égale la meilleure performance de son histoire en Coupe de France en atteignant les quarts de finale, après avoir notamment sorti le FC Nantes.

## Identité du club

### Logos
- 1960 : le premier logo du club a une forme de bouclier. Il indique les initiales SB du Stade brestois, en lettrage blanc sur fond rouge comme les couleurs du club. Il représente aussi les armoiries de la ville de Brest : la fleur de lys et l'hermine.
- 1980 : Ce logo se résume à une hermine stylisée, représentant la Bretagne. Ce nouveau logo cohabite avec le logo historique. Il est utilisé pour la première fois sur les maillots lors de la saison 1981-1982. Au cours de cette saison, on voit aussi apparaître sur les maillots un logo circulaire représentant un ballon de football de couleur rouge.
- 1984 : avec le changement de nom du club, le Stade brestois devenant le Brest Armorique, le logo d'origine est définitivement abandonné. Le nouveau logo, plus moderne, reprend l'idée d'un ballon de football , avec la prédominance des couleurs du club : rouge et blanc.
- 1992 : après la liquidation du Brest Armorique, le club reprend le nom de Stade brestois adjoint du chiffre 29, numéro du département Finistère. Le nouveau logo reprend l'idée du bouclier où un  ballon rappelant le Brest Armorique reste présent dans la boucle du neuf. Ce logo est bientôt enrichi d'hermines pour figurer la Bretagne ainsi que de la représentation de la pointe Finistère. En 2004, les bandes noires qui accompagnaient le logo, rappelant le Gwenn ha du, sont colorées en rouge, pour rendre le logo plus marquant et pour rappeler la couleur du club. Le logo est légèrement modernisé en 2008, avec l'ajout de bords adoucis[26].
- 2010 : le dernier logo en date a été choisi par les supporters parmi trois propositions. Il a été présenté le 7 mai 2010 lors de la dernière rencontre de championnat à domicile. Il revient à la forme de bouclier du logo d'origine, et comme lui remet en valeur les initiales du club, SB 29. La couleur dominante est le rouge, mais la deuxième couleur du club, le blanc, est utilisée pour les lettrages. Comme à l'origine ainsi que dans le précédent logo, une hermine est présente pour rappeler l'attachement à la Bretagne. Enfin la date de fondation, 1950, est mentionnée sur le logo[27],[28].

En 2017, sur le maillot extérieur bleu, un logo différent apparaît : circulaire, en impression blanche sur bleu, reprenant les armoiries de la ville de Brest (fleurs de lys et hermines), rappelant ainsi le logo d'origine. Mais ce logo n'est utilisé que lors de la saison 2017-2018.

Logo du Stade brestois (1960-1980).
Logo du Stade Brestois (1980-1984).
Logo du Brest Armorique FC (1984-1992).
Logo du Stade brestois 29 (1992-2004).
Logo du Stade brestois 29 (2004-2008).
Logo du Stade brestois 29 (2008-2010).
Logo du Stade brestois 29 (2010-2024).
Logo du Stade brestois 29 (2024-)

### Couleurs
Les couleurs du club sont depuis sa fondation le blanc et le rouge. Elles sont tirées d'un ancien drapeau de la ville. Le premier maillot des Brestois est d'ailleurs blanc à scapulaire rouge, avec des shorts et bas rouges.

### Maillots

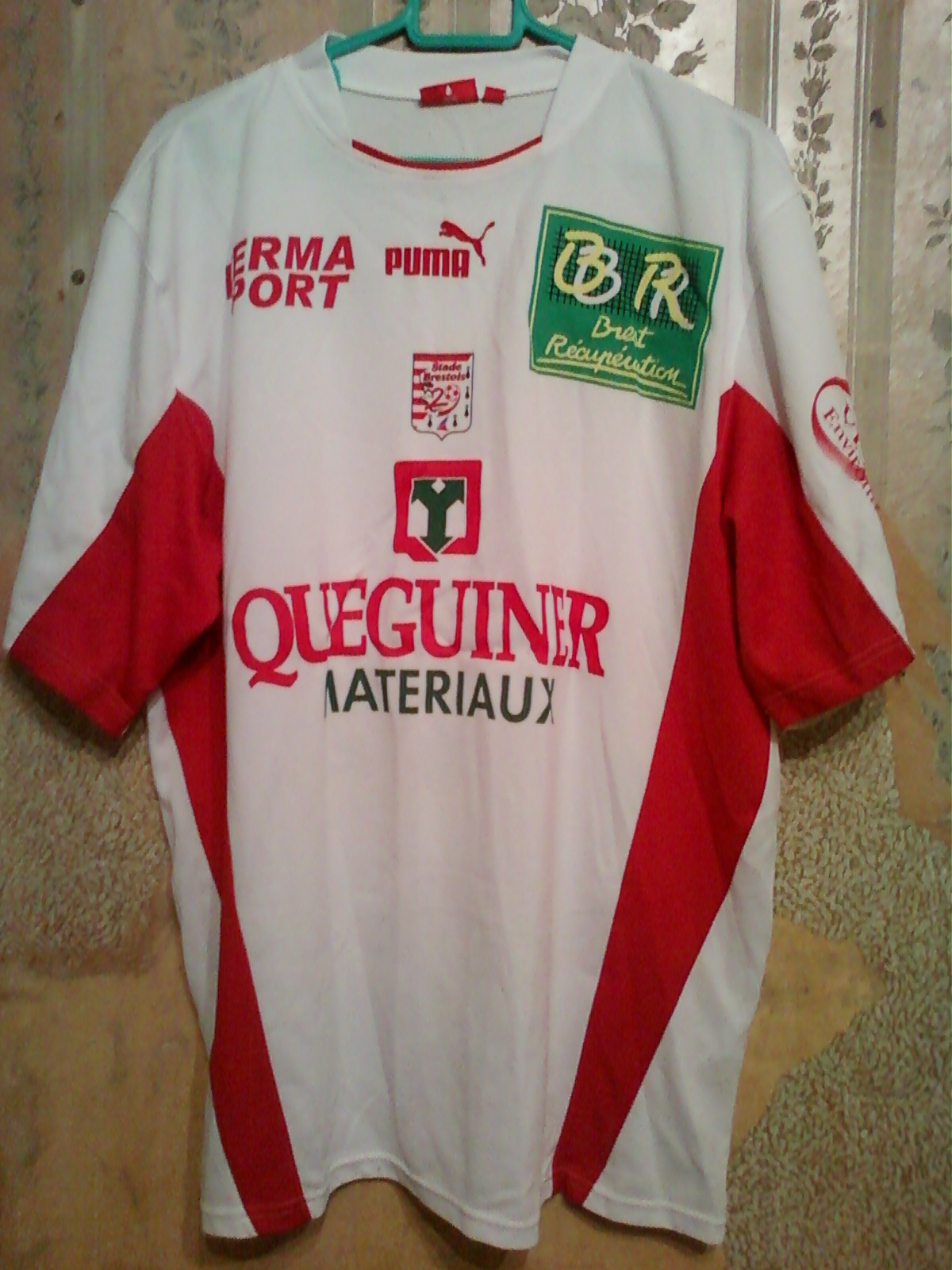
Domicile 2005-2006
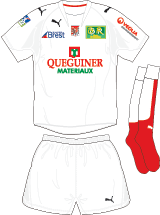
Domicile 2007-2008 et 2008-2009
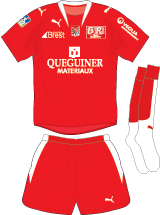
Extérieur 2007-2008 et 2008-2009

| Période   | Équipementier | Sponsor Maillot                                                                    |
| --------- | ------------- | ---------------------------------------------------------------------------------- |
| 1977-1990 | Adidas        | Domicile : Brittany Feries, Leclerc, Sodiba, Santal, M.D.V, Eurest                 |
| 1990-1991 | Izoard        | Domicile : Crit Interim                                                            |
| 1992-1996 | Adidas        | Domicile : FIAMM                                                                   |
| 1997-2004 | Lotto         | Domicile : Windor, Casino Plouescat, DUC, Quéguiner Matériaux                      |
| 2004-2010 | Puma          | Domicile : Quéguiner Matériaux Extérieur : Quéguiner Matériaux                     |
| 2010-2020 | Nike          | Domicile : Quéguiner Matériaux Extérieur et 3e maillot : La Potagère / Yaourt MALO |
| 2020-     | Adidas        | Domicile : Quéguiner Matériaux Extérieur et 3e maillot : Yaourt MALO               |

## Palmarès et résultats

### Palmarès
Le palmarès du Stade brestois est constitué d'un titre de champion de France de Ligue 2 remporté en 1981 face à Montpellier lors du match des champions, à l'époque où le championnat de France de deuxième division avait deux poules et confrontait les deux champions. Ce même match des champions avait été perdu deux ans plus tôt en 1979 face au FC Gueugnon.
Après le dépôt de bilan du Brest Armorique, le club entame une remontée ; il est premier de son groupe de CFA en 2000, vice-champion de National en 2004 et une deuxième fois vice-champion de Ligue 2 en 2010.
Au niveau régional, dans la jeune histoire du club, le Stade brestois remporte le championnat de l'Ouest  en 1966 et la coupe de l'Ouest en 1969. Plus en arrière, l'Armoricaine de Brest, un des cinq patronages qui fusionnera pour former le Stade brestois, est champion de France FGSPF en 1926.
En catégorie jeunes, le club remporte la coupe Gambardella en 1990.
| Coupes internationales                                                                             | Championnats nationaux | Coupes nationales |
| -------------------------------------------------------------------------------------------------- | --- | --- |
| - Ligue des Champions - Meilleure performance : Barrages de la phase à élimination directe en 2025 | - Championnat de France - Meilleure performance : 3e en 2024 - Championnat de France de deuxième division (1) - Champion en 1981 - Vice-champion en 1979, 2010 et 2019 - Championnat de France D3 - Vice-champion en 2004 - Championnat de France D4 - Vainqueur de groupe en 2000 | - Coupe de France - Meilleure performance : 1/4 de finale en 1983, 2015 et 2025 - Coupe Gambardella (1) - Vainqueur : 1990 - Coupe de la Ligue - Meilleure performance : quart-de-finaliste en 2020 |

### Trophées et distinctions
| Trophées UNFP | Classements LFP | Distinctions France Football |
| --- | --- | --- |
| - Meilleur entraîneur Ligue 1 (1) - Éric Roy (2024) - Meilleur joueur Ligue 2 (2) - Roberto Cabañas (1988), Gaëtan Charbonnier (2019) - Meilleur gardien Ligue 2 (1) - Steeve Elana (2010) - Meilleur entraîneur Ligue 2 (1) - Alex Dupont (2010) - Équipe-type Ligue 1 (2) - Bradley Locko, Pierre Lees-Melou (2024) - Équipe-type Ligue 2 (8) - Steeve Elana, Omar Daf, Bruno Grougi, Nolan Roux (2010), Ismaël Traoré (2015), Simon Falette (2016), Zakaria Diallo (2017), Gaëtan Charbonnier (2019) - Joueur du mois Ligue 1 (2) - Steeve Elana (octobre 2010), Pierre Lees-Melou (février 2024) - Joueur du mois Ligue 2 (5) - Bruno Grougi (décembre 2009), Neal Maupay (août 2016), Gaëtan Charbonnier (septembre et novembre 2018, avril 2019) - But de l'année de Ligue 1 (1) - Kamory Doumbia (2024) | - Meilleur buteur de Ligue 2 (2) - Patrick Martet (1979), Gaëtan Charbonnier (2019) - Classement du fair-play Ligue 1 (1) - Vainqueur en 2011 - 2e en 2022, 3e en 2023 - Classement du fair-play Ligue 2 (1) - Vainqueur en 2017 - Championnat des tribunes Ligue 1 - 2e en 2011 - Championnat des tribunes Ligue 2 (3) - Vainqueur en 2010, 2018 et 2019 - Championnat des pelouses Ligue 1 - 3e en 2021. - Championnat des pelouses Ligue 2 - 2e en 2017, 3e en 2019. - But de l'année de Ligue 1 (1) - Youcef Belaïli (2022) - But du mois de Ligue 1 (2) - Youcef Belaïli (mai 2022), Kamory Doumbia (décembre 2023) | - Entraîneur de Division 2 de l'année (1) - Alain de Martigny (1978) - Politique de jeunes de l'année (1) - 1990 - Club promotionnel de l'année (1) - 1993 - Étoile d'or du meilleur gardien de Ligue 1 (1) - Steeve Elana (2012) - Club de Ligue 2 de l'année (1) - 2014 - Joueur de Ligue 2 de l'année (1) - Gaëtan Charbonnier (2018) - Équipe-type Ligue 1 (1) - Romain Perraud (2021) - Entraîneur français de l'année (1) - Éric Roy (2024) |

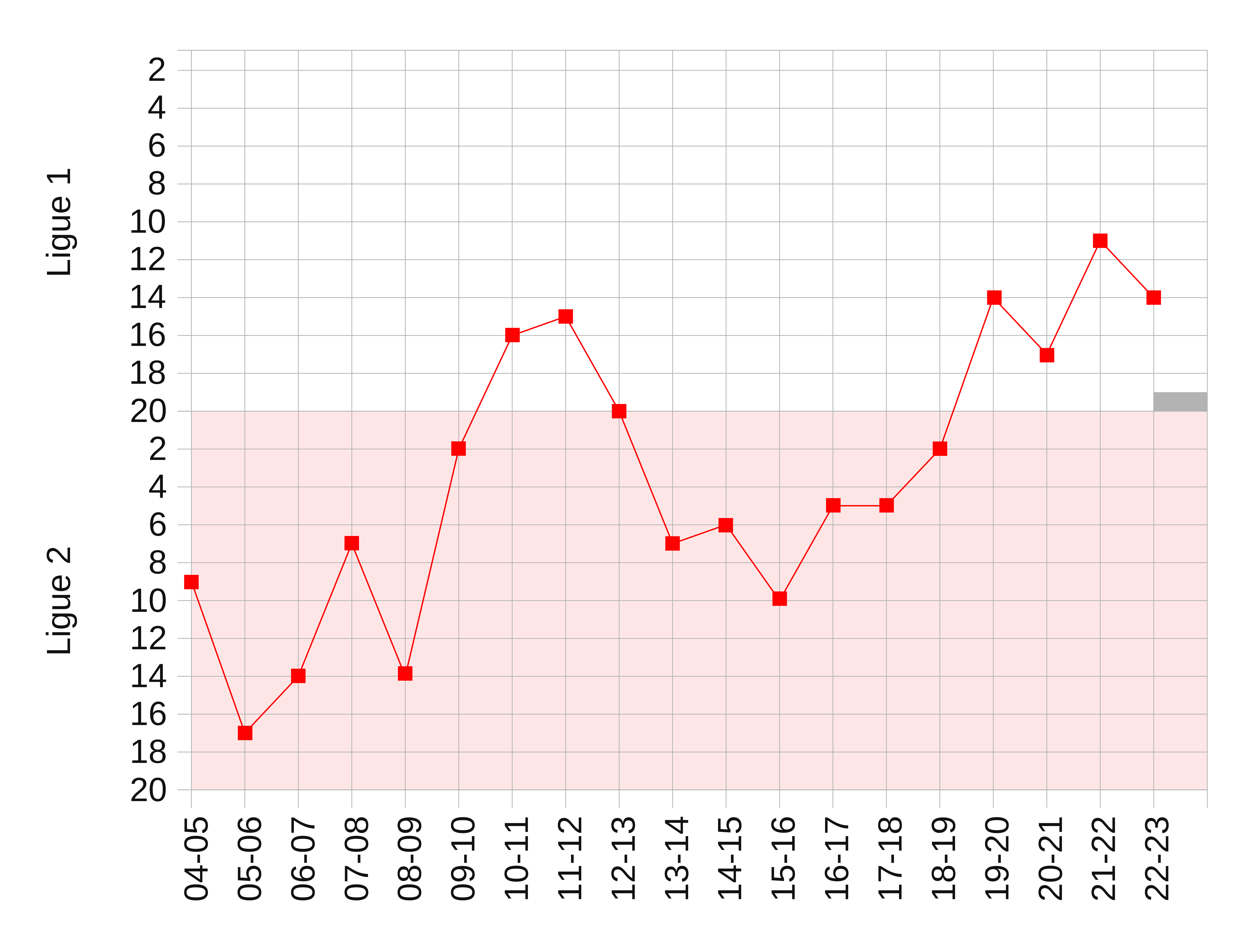
Tableau du classement du Stade Brestois 29 depuis 2004

### Bilan européen
Légende
- Victoire ou qualification pour le tour suivant.
- Match nul.
- Défaite ou élimination de la compétition.

Note : dans les résultats ci-dessous, le score du club est toujours donné en premier.
| Saison    | Compétition         | Tour           | Club                | Domicile | Extérieur | Total  |
| --------- | ------------------- | -------------- | ------------------- | -------- | --------- | ------ |
| 2024-2025 | Ligue des champions | Phase de ligue | Sturm Graz          | 2 - 1    | N/A       | 18e    |
| 2024-2025 | Ligue des champions | Phase de ligue | RB Salzbourg        | N/A      | 4 - 0     | 18e    |
| 2024-2025 | Ligue des champions | Phase de ligue | Bayer Leverkusen    | 1 - 1    | N/A       | 18e    |
| 2024-2025 | Ligue des champions | Phase de ligue | Sparta Prague       | N/A      | 2 - 1     | 18e    |
| 2024-2025 | Ligue des champions | Phase de ligue | FC Barcelone        | N/A      | 0 - 3     | 18e    |
| 2024-2025 | Ligue des champions | Phase de ligue | PSV Eindhoven       | 1 - 0    | N/A       | 18e    |
| 2024-2025 | Ligue des champions | Phase de ligue | Chakhtar Donetsk    | N/A      | 0 - 2     | 18e    |
| 2024-2025 | Ligue des champions | Phase de ligue | Real Madrid         | 0 - 3    | N/A       | 18e    |
| 2024-2025 | Ligue des champions | Barrages       | Paris Saint-Germain | 0 - 3    | 0 - 7     | 0 - 10 |

## Personnalités

### Entraîneurs
Le tableau suivant présente la liste des entraîneurs du club depuis 1950.
| Rang | Nom               | Période     |
| ---- | ----------------- | ----------- |
| 1    | Francis Chopin    | 1950 - 1962 |
| 2    | Albert Toris      | 1962 - 1963 |
| 3    | Sarkis Garabedian | 1963 - 1976 |
| 4    | Alain de Martigny | 1976 - 1982 |
| 5    | Dušan Nenković    | 1982 - 1984 |
| 6    | Robert Dewilder   | 1984 - 1986 |
| 7    | Raymond Keruzoré  | 1986 - 1987 |
| 8    | Bernard Maligorne | 1987 - 1989 |
| 9    | Slavoljub Muslin  | 1989 - 1991 |
| 10   | Jacques Castellan | déc. 1991   |
| 11   | Yvon Le Roux      | 1991 - 1993 |
| 12   | Yves Todorov      | 1993 - 1994 |

| Rang | Nom                                             | Période                |
| ---- | ----------------------------------------------- | ---------------------- |
| 13   | Pierre Garcia                                   | 1994 - 1995            |
| 14   | Denis Goavec                                    | 1995 - 1997            |
| 15   | Pascal Robert                                   | 1997 - 1999            |
| 16   | Alain de Martigny                               | 1999 - 2002            |
| 17   | Sylvain Matrisciano                             | 2002 - 2003            |
| 18   | Albert Rust                                     | 2003 - mars 2006       |
| 19   | Thierry Goudet                                  | mars 2006 - déc. 2006  |
| 20   | Pascal Janin                                    | janv. 2007 - oct. 2008 |
| 21   | Gérald Baticle (& André Guesdon, entr. diplômé) | oct. 2008 - mai 2009   |
| 22   | Alex Dupont                                     | mai 2009 - avr. 2012   |
| 23   | Landry Chauvin                                  | 2012 - avr. 2013       |
| 24   | Corentin Martins                                | intérim                |

| Rang | Nom                                          | Période           |
| ---- | -------------------------------------------- | ----------------- |
| 25   | Alex Dupont                                  | 2013 - 2016       |
| 26   | Jean-Marc Furlan                             | 2016 - 2019       |
| 27   | Olivier Dall'Oglio                           | 2019 - 2021       |
| 28   | Michel Der Zakarian                          | 2021 - oct. 2022  |
| 29   | Bruno Grougi, Julien Lachuer et Yvan Bourgis | intérim           |
| 30   | Éric Roy                                     | depuis janv. 2023 |

### Présidents
Ce tableau présente la liste des présidents du club depuis la création.
| Rang | Nom             | Période     |
| ---- | --------------- | ----------- |
| 1    | Jean Offret     | 1950 – 1966 |
| 2    | Jean Le Goff    | 1966 – 1963 |
| 3    | Raymond Nicol   | 1966 – 1976 |
| 4    | Michel Bannaire | 1976 – 1981 |

| Rang | Nom             | Période          |
| ---- | --------------- | ---------------- |
| 5    | François Yvinec | 1981 – 1991      |
| 6    | Gilbert Martin  | 1992             |
| 7    | Michel Jestin   | 1992 – 1997      |
| 8    | Michel L'Hostis | 1997 – déc. 1997 |

| Rang | Nom            | Période                |
| ---- | -------------- | ---------------------- |
| 9    | Michel Jestin  | janv. 1997 – déc. 2006 |
| 10   | Michel Guyot   | déc. 2006 – 2013       |
| 11   | Yvon Kermarec  | 2013 – 2016            |
| 12   | Denis Le Saint | depuis 2016            |

### Joueurs
Le gardien de but français René Tréguer est le joueur le plus capé sous le maillot brestois avec 309 matchs de championnats en équipe première suivi par le milieu de terrain français Bruno Grougi avec 307 matchs. Les attaquants français Gérard Buscher et croate Drago Vabec sont les meilleurs buteurs du club avec 64 réalisations, toutes compétitions confondues.[réf. nécessaire]
En 2010, le quotidien Ouest-France propose le « Onze d'or » du Stade brestois. Il est composé des joueurs suivants : Bernard Lama – Jocelyn Rico, Yvon Le Roux, Júlio César, Patrick Colleter – Paul Le Guen, Maurice Bouquet, Roberto Cabañas – David Ginola, Gérard Buscher, Drago Vabec. Les entraîneurs sont Alain de Martigny et Slavoljub Muslin. Les remplaçants sont Daniel Bernard, Richard Honorine, Bernard Pardo, Corentin Martins, Jos Van Herpen (en), Louis Floch et Franck Lérand.[réf. nécessaire]
| Rang | Nom                | Matchs | Carrière au club                    |
| ---- | ------------------ | ------ | ----------------------------------- |
| 1    | René Tréguer       | 309    | 1967 - 1978                         |
| 2    | Bruno Grougi       | 307    | 2009 - 2018                         |
| 3    | Richard Honorine   | 284    | 1976 - 1984 1986 - 1988 1990 - 1994 |
| 4    | Brendan Chardonnet | 257    | 2013 -                              |
| 5    | Steeve Elana       | 246    | 2005 - 2012                         |

| Rang | Nom                | Matchs |
| ---- | ------------------ | ------ |
| 1    | Jean-Pierre Bosser | 180    |
| 2    | Maurice Bouquet    | 171    |
| 3    | Brendan Chardonnet | 169    |
| 4    | Richard Honorine   | 159    |
| 5    | Patrick Chaslerie  | 149    |

| Rang | Nom                | Buts | Matchs | Carrière au club        |
| ---- | ------------------ | ---- | ------ | ----------------------- |
| 1    | Drago Vabec        | 64   | 128    | 1979 - 1983             |
| 2    | Gérard Buscher     | 64   | 147    | 1984 - 1987 1989 - 1990 |
| 3    | Gaëtan Charbonnier | 53   | 137    | 2017 - 2021             |
| 4    | Bruno Grougi       | 53   | 307    | 2009 - 2018             |
| 5    | Patrick Martet     | 48   | 82     | 1978 - 1981             |

| Rang | Nom            | Buts |
| ---- | -------------- | ---- |
| 1    | Gérard Buscher | 58   |
| 2    | Drago Vabec    | 46   |
| 3    | Steve Mounié   | 30   |
| 4    | Franck Honorat | 25   |
| 5    | Pascal Mariini | 21   |

## Effectif professionnel actuel
Le premier tableau liste l'effectif professionnel des Ty-Zefs pour la saison 2025-2026. Le second recense les prêts effectués par le club lors de cette même saison.
En grisé, les sélections de joueurs internationaux chez les jeunes mais n'ayant jamais été appelés aux échelons supérieurs une fois l'âge-limite dépassé ou les joueurs ayant pris leur retraite internationale.

## Structures du club

### Stade

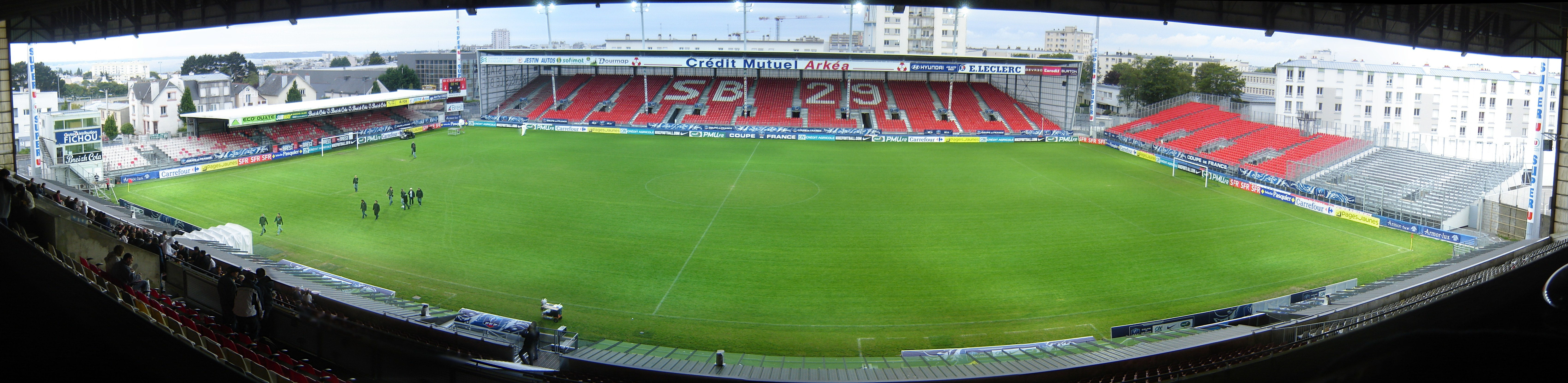
Le Stade Francis Le Blé

Le Stade brestois est résident du stade Francis-Le Blé depuis sa fondation. Cette enceinte est inaugurée en 1922 sous le nom de Stade de l'Armoricaine, du nom du patronage du même nom. En 1982, le stade est rebaptisé au nom de l'ancien maire de Brest, Francis Le Blé.
Le stade a été progressivement agrandi au cours des années 1980, à tel point que son affluence record se monte à 21 619 spectateurs, réunis pour la réception de l'Olympique de Marseille le 8 août 1986. Sa capacité a depuis été réduite à 10 189 places.
Un projet d'agrandissement est prévu pour la fin de la saison 2009-2010 pour porter la capacité du stade à 16 000 places. Comme prévu, les travaux de rénovation débutent dès le lendemain de la dernière rencontre disputée face à Dijon (7 mai 2010). Ils prévoient la démolition de la tribune Pen Huel, la construction de la nouvelle tribune et l'aménagement de la tribune Foucauld. Ils déplacent également la tribune Strasbourg à Plabennec. Deux nouvelles tribunes voient le jour : la tribune Crédit Mutuel Arkéa (naming, à l'emplacement de l'ancienne Pen Huel) et la tribune Plein Ciel (puis Eurodif, puis Brittany Ferries, à partir de la saison 2022-2023, la tribune est renommée Top Atlantique), dans le virage jusqu'alors vierge, où a été déplacé le parcage visiteurs situé auparavant dans l'autre virage.
D'abord annoncé pour avril 2022, puis au printemps 2025,
un nouveau stade doit voir le jour d'ici 2027.

### Centre d'entraînement
Le centre d'entraînement de Kerlaurent à Guipavas accueille les joueurs professionnels du Stade brestois 29 depuis la saison 2016-2017, après avoir été de longues années à Pen Helen, désormais réservé aux jeunes du centre de formation.

### Centre de formation
La formation de jeunes joueurs à Brest est un point fort du club durant les années 1980, lors de la période du Brest Armorique, qui fait émerger de futurs internationaux : Vincent Guérin, Paul Le Guen, le champion du monde 1998 Stéphane Guivarc'h, Corentin Martins, le vice-champion du monde 2006 Claude Makélélé ainsi que le précurseur Yvon Le Roux, champion d'Europe 1984.
Le club accède à la demi-finale de coupe Gambardella en 1981, puis est quart-de-finaliste en 1987, défait 1-0 à l'extérieur contre le futur vainqueur, le Racing Club de France. Le Stade brestois remporte le titre  en 1990 face au FC Grenoble (3-1), après avoir éliminé l'Olympique lyonnais en demi-finale, et l'AS Saint-Etienne en quart-de-finale. Cette équipe comptait notamment Frédéric Guéguen, Erwan Manac'h, Laurent David et Stéphane Guivarc'h. Le magazine France-Football récompense également le club de la Politique des jeunes de l'année 1990.
La liquidation du Brest Armorique va faire fuir certains jeunes talents, tandis que le club redescend au troisième échelon français. Durant les années 1990 et 2000, peu de joueurs émergent et ceux qui le font quittent rapidement le Stade brestois pour des clubs de divisions supérieures.
Il faut attendre les années 2010 et la remontée du club en Ligue 1 pour que la formation se restructure et fasse sortir de nouveaux jeunes joueurs pros. Dans ces années-là, le Stade brestois parvient trois fois en demi-finale de la coupe Gambardella : en 2012 avec Brendan Chardonnet, Valentin Henry, Arthur Desmas et Adama Ba ; en 2016 avec Gautier Larsonneur, Ibrahima Sissoko (et quelques apparitions de Matthias Phaëton et Hakim Abdallah) ; en 2018 avec Hianga'a Mbock, Lenny Pintor et Rafiki Saïd ; et une fois en quart de finale en 2014 avec Gautier Larsonneur et Robin Le Normand ; ces parcours récompensant le renouveau de la formation brestoise.
En 2010, le club ne dispose pas de centre de formation. Un projet de construction d'un centre d'entraînement et de formation est imaginé en 2009, sans être pour le moment concrétisé. Il est tout d'abord envisagé sur la commune de Guipavas,, à la limite de Brest, puis à Plougastel.
En 2013, un projet de construction du centre de formation sur le site d'entrainement de Pen Helen est prévu.
Actuellement, les jeunes stadistes s'entraînent sur le terrain synthétique de Pen Helen (collégiens) et au complexe sportif de la Cavale Blanche (lycéens).

## Aspects économiques

### Éléments comptables
Le tableau ci-dessous résume les différents budgets prévisionnels du club brestois saison après saison.
| Saison | 2008-2009 | 2009-2010 | 2010-2011 | 2011-2012 | 2012-2013 | 2013-2014 | 2014-2015 | 2015-2016 | 2016-2017 |
| Budget | 12 M€     | 9,5 M€    | 23,5 M€   | 27 M€     | 27 M€     | 13,7 M€   | 11,5 M€   | 13 M€     | 13 M€     |
| Saison | 2017-2018 | 2018-2019 | 2019-2020 | 2020-2021 | 2021-2022 | 2022-2023 | 2023-2024 | 2024-2025 | 2025-2026 |
| Budget | 13 M€     | 15 M€     | 30 M€     | 35 M€     | 32 M€     | 48 M€     | 48 M€     | 45 M€     | 35 M€     |

### Sponsors et équipementiers
Le club est soutenu par onze principaux sponsors ; huit d'entre eux figurant sur le maillot à domicile  (Quéguiner Matériaux, la Sill, Trécobat, Guyot environnement, Le Saint, Leclerc, Groupe Oceanic, Océania Hôtel, CDG et Adidas) et sur les tenues d'entraînement (Le Saint). Le Crédit Mutuel Arkéa a fait le choix de sponsoriser une tribune.
Le sponsoring est réparti entre la visibilité d'une part (naming, maillot, mais aussi bannières LED ou panneaux), à hauteur de 40 % du chiffre, et les relations publiques (places VIP + prestations), pour 60 %.
Les 34 entreprises soutenant le stade à hauteur de 50 000 euros minimum par an sont rassemblées dans le « Club des 29 ».
Deux nouveaux sponsors maillot principaux, pour le maillot extérieur, ont également fait leur apparition. Il s'agit de « La Potagère » et des « Yaourts Malo », deux marques déposées par le groupe SILL, le maillot à domicile restant sponsorisé par Quéguiner. 
En 2016, le Stade brestois a renoué avec ses couleurs historiques, à savoir, maillot rouge, short blanc et chaussettes rouges. L'équipementier actuel du club est Adidas, depuis la saison 2020-2021.

## Culture populaire

### Rivalités
Les rivaux sportifs du Stade brestois sont avant tout locaux, la Bretagne comptant de nombreux clubs professionnels.
Dans ses premières années, le Stade brestois doit se mesurer au principal club de la ville : l'Association sportive brestoise, qu'il rencontre pour la première fois le 6 décembre 1958 en CFA. Pendant quelques saisons, ces derbies voient s'affronter les « laïcs » de l'AS Brestoise et les « cathos » du Stade brestois (issu de la fusion de 5 patronages). C'est en octobre 1960, au cours d'un derby AS brestoise-Stade brestois, au stade de Menez-Paul, que le record absolu d'affluence pour un match de championnat de France amateur a été battu avec 13 311 spectateurs payants (sans doute plus de 15 000 au total). Cette rivalité n'empêchera pas des joueurs comme Paul Le Guen ou Corentin Martins de passer de l'AS Brestoise au Stade brestois.
La rivalité sportive avec l'AS brestoise a fait l'objet d'une exposition à la médiathèque des Capucins à Brest en 2024.
Avec l'ascension sportive du Stade brestois, les rivalités se font plus régionales. Parmi les clubs voisins, le principal rival va devenir l'En Avant Guingamp. Cette rivalité a été exacerbée lors du dernier match disputé par le Brest Armorique avant le dépôt de bilan, le 30 novembre 1991 à Guingamp. Des supporters brestois avaient alors envahi le terrain du Roudourou et interrompu le match pour protester contre la décision de la ligue (dont le président de l'époque, Noël Le Graët, était aussi le président de Guingamp) de rétrograder le club en troisième division.

### Affluence
Lors des premières saisons du club en première division, au début des années 1980, la moyenne d'affluence du club a dépassé la barre des 10 000 spectateurs à deux reprises (1982 et 1983).
Le stade Francis-Le Blé a accueilli en moyenne 6 000 à 7 000 supporters par match en Ligue 2 depuis la remontée du club en 2004 (contre quelques centaines à l'époque du championnat de France amateur).
Depuis la reprise du championnat 2010-2011, Brest évolue en Ligue 1 et l'affluence moyenne du club est de 13 000 spectateurs par match avec des matchs à guichets fermés autour de 15 000 spectateurs (contre l'AS Saint-Étienne le 30 octobre 2010 ou l'Olympique de Marseille le 22 décembre 2010 notamment).
Évolution de la moyenne de spectateurs à domicile du Stade brestois

### Groupes de supporters

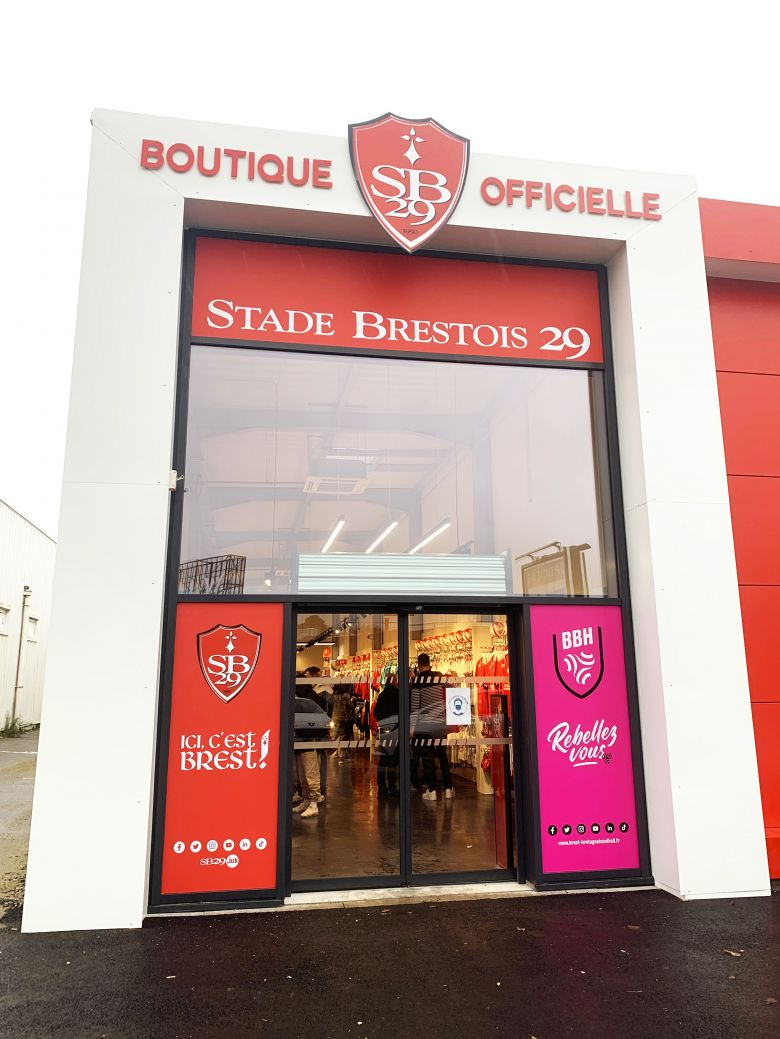
Boutique du Stade brestois 29 dans la zone de Kergaradec à Gouesnou.

Il existe à l'heure actuelle quatre groupes de supporters du Stade brestois.
Les Ultras Brestois, groupe historique du club, furent créés en 1990.
En 2001, les Ultras Brestois et Celtic Angels, un ancien groupe de supporters, s'unissent pour donner naissance aux Celtic Ultras. Mais des différences de mentalité auront vite raison de cette union et les Ultras Brestois retourneront dans leur tribune d'origine, la tribune « Route de Quimper », plus souvent appelée tribune RDK. Les ex-Celtic Angels décident malgré cette scission de conserver le nom de Celtic Ultras et gardent leur emplacement dans la « fosse », au bas de la tribune Foucauld.
Lors de la saison 2005-2006, les Celtic Ultras décident de prendre place dans la tribune RDK aux côtés des Ultras Brestois 90.
L'Hermine 29, groupe de supporters officiel du club, existe depuis 2005. D'abord positionné au bas de la tribune Foucauld, depuis le début de la saison 2010, le groupe se situe dans la tribune Crédit Mutuel Arkea.
Depuis octobre 2010, s'est créé un nouveau groupe du supporters : le 12 Brestoa, installé en bas de la tribune Crédit Mutuel Arkea. Ce groupe n'aura duré que 2 années en raison d'une mauvaise gestion de leur bureau et de leurs finances.
Depuis quelques saisons le groupe des Socios SB29 est situé en bas de la tribune Crédit Mutuel Arkea coté tribune Top Atlantique et regroupe quelques anciens membres du 12 Brestoa et de l'Hermine 29.

### Relations avec les médias
Deux quotidiens couvrent l'actualité de la région et, par là, du club : Le Télégramme et Ouest-France.
De plus, depuis la saison 2009-2010, la chaîne de télévision locale Tébéo (disponible sur la TNT) propose plusieurs émissions à propos du Stade brestois et la retransmission des matches du championnat en différé.
France Bleu Breizh Izel couvre les directs radio, à domicile comme à l'extérieur, en multiplex avec les autres clubs bretons. Lors de la saison 2021-22, la radio locale cesse de retransmettre des matchs car le Stade brestois a décidé de ne plus convier les journalistes de France Bleu aux conférences de presse. Les dirigeants Denis et Gérard Le Saint reprochent à France Bleu son traitement du cluster de Covid-19 qui touché le Brest Bretagne Handball, qui leur appartient également, en fin de saison 2020-21. Selon les dirigeants, les articles de France bleu « pointaient du doigt de manière très virulente, approximative voire erronée, une situation qui avait été rapidement maîtrisée par le club.»

### Chanson
Dans les années 1980, l'hymne du Brest Armorique est La Marée Rouge par les Canadiens.
En 1998, le chanteur brestois Christophe Miossec enregistre pour la compilation Amour Foot un morceau intitulé Stade brestoa, narrant les pérégrinations du club dans les années 1980. Il avait déjà fait allusion au Stade brestois avec la chanson Évoluer en 3e division, dans son premier album Boire sorti en 1995.
En 2010, à l'occasion de la montée en ligue 1, le groupe brestois Merzhin décline les paroles de leur chanson Liberté tout juste sortie en Ici c'est Brest !.
En 2014 le groupe brestois La Lucha Libre, sort le titre Saint Bruno Grougi "sanctifiant" l'emblématique milieu de terrain du Stade Brestois.
En 2019, le lendemain de la victoire face à Niort, officialisant le retour du Stade brestois en L1, la Lucha Libre propose un nouveau titre dédié au club finistérien : Red and White. Le clip de la chanson a été réalisé à partir de vidéos d'amateurs prises lors du match et de la fête qui l'a suivi.

### Partenariat
Afin de promouvoir l'image du club à l'international en général et à New York en particulier, le Stade brestois 29 a conclu un partenariat avec l'association culturelle BZH New York en septembre 2011. Les Bretons de New York évoluent dorénavant sous l'appellation Stade brestois New York.
En mars 2013, le Stade brestois New York a remporté le championnat YMCA hiver 2013 organisé sur Long Island et réunissant au départ huit équipes de différentes nationalités. Les Bretons l'ont emporté 4-1 en finale de play-offs contre Colmar Alsace NY, sponsorisés par le Sports réunis Colmar. C'est officiellement le premier championnat remporté par une équipe du Stade brestois 29 au niveau international.

### Littérature
On trouve de nombreuses références au Brest Armorique dans les romans de l'écrivain brestois Tanguy Viel Paris-Brest et Article 353 du Code Pénal. Le scénariste brestois de bande-dessinée Kris dédie au club et ses supporters "Tous ensemble", une comédie sociale publiée en 2023 où un ultra du Stade Brestois et ses comparses vont tenter de sauver leur club de foot préféré en proie à des difficultés financières insurmontables et plongé dans un parcours hors normes en Coupe de France,.